# Stat cruciat

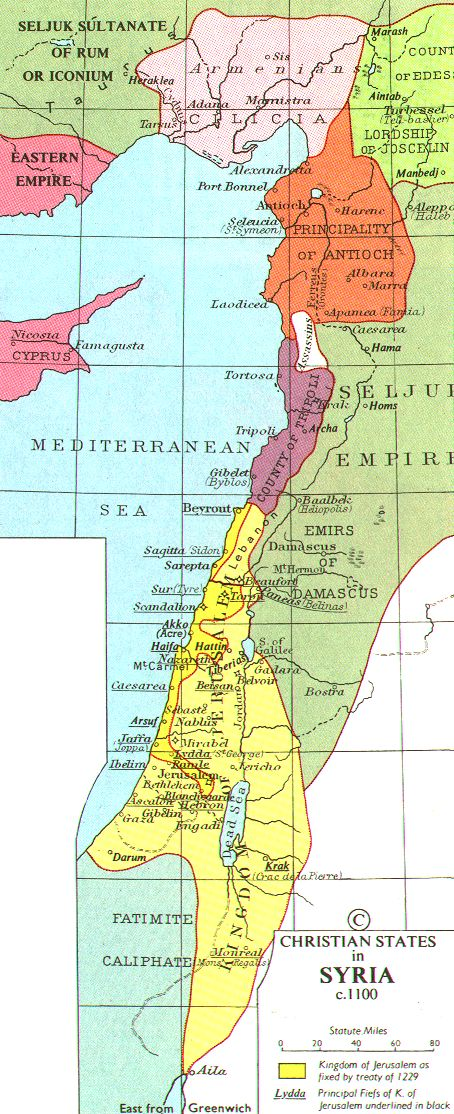
Orientul Mijlociu şi statele cruciate în anul 1135.

Statele cruciate au fost o serie de entități feudale create de cruciații occidentali în Asia Mică și în Țara Sfântă (Israelul și Palestina antice și moderne). Puterile islamice din Orientul Mijlociu au reușit în cele din urmă să cucerească toate aceste state. Numele se mai referă de asemenea și la alte cuceriri teritoriale (unele mici și efemere) făcute de creștinii medievali în teritoriile musulmane. 

## Lupta cu islamul
În vreme ce Reconquista, (lupta de un secol pentru recucerirea Peninsulei Iberice de sub stăpânirea arabo-maură), corespunde criteriilor necesare pentru a fi considerată o cruciadă, principatele catolice rezultate în urma înfrângerii musulmanilor nu pot fi considerate state cruciate. 
Termenul este rezervat de obicei pentru statele rezultate în urma cruciadelor din Țara Sfântă: 

### În Levant
Primele patru state cruciate au fost create în Levant imediat după succesul primei cruciade. 
- Primul stat cruciat, Comitatul de Edessa, a fost fondat în 1098 și a rezistat până în 1144.
- Al doilea stat cruciat, Principatul de Antiohia, a fost fondat în 1098 și a rezistat până în 1268.
- Al treilea stat cruciat, Comitatul de Tripoli, a fost fondat în 1104, (orașul Tripoli fiind cucerit de musulmani în 1109), a rezistat până în 1288.
- Regatul Ierusalimului a fost fondat în 1099, a rezista până în 1291, când ultima sa capitală, orașul Acra a fost cucerită. Au existat mai multe state vasale ale Regatului Ierusalimului, cele patru mari seigneuries fiind:

- - Principatul de Galileea
  - Comitatul de Jaffa și Ascalon
  - Senioria Transiordaniei
  - Senioria Sidonului

Cilicia Armenească exista cu mult timp înainte de organizarea primei cruciade, dar a primit statutul de regat de la Papa Inocențiu al III-lea, devenind parțial occidentalizat sub domnia dinastiei franceze Lusignan.

### Ciprul
În timpul celei de-a treia cruciade, cruciații au pus bazele Regatului Ciprului. Richard I al Angliei a cucerit Ciprul în drumul lui spre Țara Sfântă. Insula a fost transformată în regat și a fost oferit în 1192 monarhului alungat din Ierusalim de musulmani, Guy de Lusignan. Acest regat a rezista până în 1489, când a fost vâdut Veneției. Mai târziu a fost oferit Ordinului Cavalerilor Templieri, dar ei nu l-au folosit niciodată ca avanpost al luptei creștine împotriva musulmanilor. 

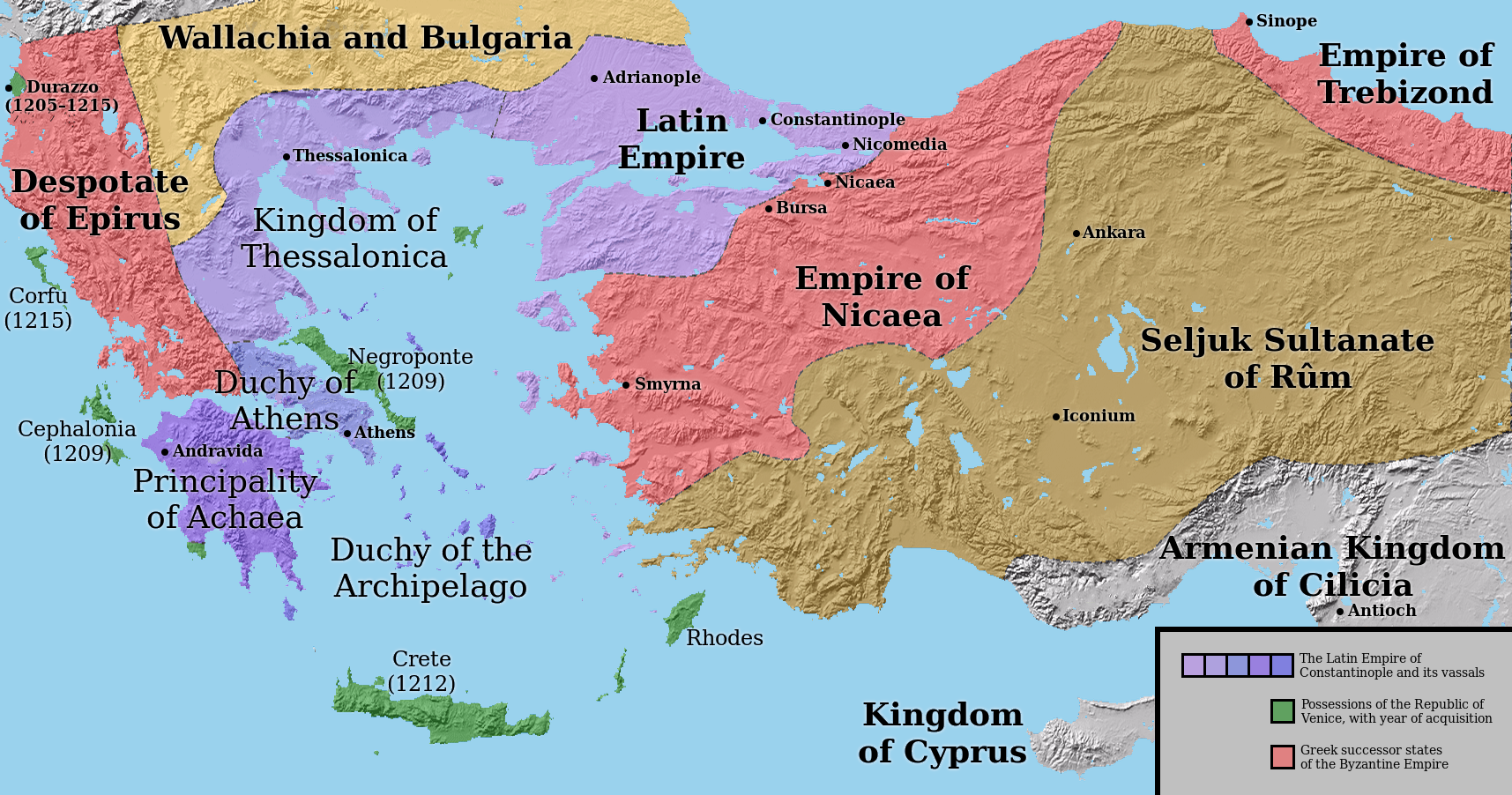
Imperiul Latin, statele sale vasale şi statele succesoare greceşti după împărţirea Imperiului Bizantin, prin anul 1204. Graniţele sunt trasate cu aproximaţie.

### În Grecia
În timpul cruciadei a patra, Imperiul Bizantin a fost cucerit și divizat în patru state: 
- Imperiul Latin din Constantinopol, împăratul bizantin fiind nevoit să se refugieze în Niceea;
- Regatul Salonicului
- Ducatul Atenei
- Principatul Moreii

- Venețienii au creat Ducatul Arhipelagului (cunoscut și ca Ducatul Naxosului) în Marea Egee, după încheierea celei de-a patra cruciade.

Salonicul și Imperiul Latin au fost recucerite de bizantini până în 1261. Descendenții cruciaților au continuat să conducă Atena și Moreea până în secolul al XV-lea, când statele lor au fost cucerite de Imperiul Otoman. 
- Ordinul militar al Cavalerilor Ospitalieri ai Sfântului Ioan s-au stabilit în Rodos și în alte câteva insule egeene în 1310. Ei au fost expulzați în 1522 de otomani, care le-au cucerit insulele, cavalerii stabilindu-se în insula Malta. 
  - Insula Kastelorizo (la fel ca Rodosul, parte a Dodecanezului) au fost luate de Cavalerii ospitalieri de la Regatul Ierusalimului în 1309. Egiptenii au ocupat insula din 1440 până în 1450, după care a fost cucerită de Regatul Neapolelui. Venețienii au cucerit-o la rândul lor în 1635 (rebotezând-o Castellorosso). Toate aceste state, cu excepția celui egiptean, au fost creștin-catolice. Otomanii au cucerit insula din 1686, deși grecii au controlat insula în timpul războiul grec de independența între 1821-1833.
  - Alte teritorii vecine aflate temporar sub controlul ordinului au mai fost: Smirna (azi Izmir; 1344-1402), Attaleia (azi Antalya; 1361-1373 și Halicarnassos (azi Bodrum;1412-1414), toate trei în Anatolia; istmul Corint (1397-1404)), orașul Salona (anticul Amphissa; 1407-1410) și insulele Ikaria (1424-1521) și Kos (1215-1522), azi toate în componența Greciei.

### Micile fiefuri mediteraneene
Au mai existat câte entități feudale mici (statalitatea era o noțiune neclară în Europa feudală), înființate ca urmare a unor cruciade minore împotriva puterilor islamice, în Mediterana, printre care: 
- Insulele Djerba și Tabarca, azi părți ale Tunisiei

## Cruciadele nordice
În regiunea Baltică, triburile indigene din evul mediu au refuzat la început cu îndărătnicie creștinismul. În 1193, Papa Celestin al III-lea a împuternicit două ordine religioase, Ordinul Livonian și Ordinul Teutonic, să invadeze și să subjuge triburile din Estonia, Lituania și Prusia Răsăriteană. Această perioadă de lupte este numită cruciadele nordice.